# Палиани, Рамаз Камуевич
Рама́з Каму́евич Палиа́ни (груз. რამაზ ფალიანი; род. 31 августа 1973, Местиа) — грузинский боксёр лёгких весовых категорий, в разное время выступавший за сборные СССР, СНГ, Грузии, России и Турции. Участник трёх Олимпиад, бронзовый призёр Олимпийских игр в Барселоне (1992), чемпион мира (2001), трёхкратный чемпион Европы (1996, 1998, 2000), многократный победитель и призёр различных национальных первенств, заслуженный мастер спорта. Ныне — главный тренер сборной Грузии.

## Биография
Рамаз Палиани родился 31 августа 1973 года в посёлке городского типа Местиа. Активно заниматься боксом начал в возрасте 13 лет под руководством заслуженного тренера Грузии Алексея Джапаридзе, причём ходил на тренировки вместе с братьями Зурабом и Шалвой, которые впоследствии тоже стали весьма успешными боксёрами. Впервые молодой спортсмен заявил о себе в 1990 году на юниорском чемпионате Европы, когда в категории до 48 кг сенсационно выиграл золотую медаль — за это достижение был удостоен звания мастера спорта СССР международного класса. Одержав ещё несколько побед на внутренних первенствах, в 1992 году был включён в состав Объединённой команды на Олимпийских играх в Барселоне. В полулёгкой весовой категории уверенно победил трех соперников, но в полуфинале по очкам уступил испанцу Фаустино Рейесу и вынужден был довольствоваться бронзовой наградой.
В 1993 году выступал за сборную Грузии, выиграл с ней бронзовую медаль на чемпионате мира в Тампере и серебряную на европейском первенстве в Бурсе. Поскольку условия подготовки в грузинской команде были неприемлемыми, в 1994 году принял предложение Николая Хромова выступать за российскую национальную сборную, впоследствии удостоившись звания заслуженный мастер спорта России. В 1996 году выиграл золото на чемпионате Европы в датском городе Вайле и участвовал в Олимпийских играх в Атланте, где дошёл до четвертьфинала. Во время выступлений за сборную России тренировался под руководством таких специалистов, как Николай Хромов, Анатолий Мурадымов и Александр Черноиванов.
После Олимпиады вынужден был покинуть Россию, поскольку Грузия заявила о своих правах на спортсмена. В грузинской команде Палиани оставался недолго — сначала он хотел получить гражданство в Греции, но в 1997 году согласился на более выгодное предложение Турции. За Турцию выступал с именем Рамазан.
С турецкой командой в 1998 году выиграл золотую медаль на чемпионате Европы в Минске, а через год завоевал бронзовую медаль на чемпионате мира в американском Хьюстоне. На чемпионате Европы 2000 года в финском Тампере выиграл уже третий в карьере титул европейского чемпиона и принял участие в Олимпийских играх 2000 года в Сиднее, где выбыл из борьбы после третьего боя с казахом Бекзатом Саттархановым, проиграв с разницей всего лишь в один удар. Несмотря на эту неудачу, следующий сезон стал одним из самых успешных в карьере Палиани — он победил на чемпионате мира в ирландском Белфасте и получил золото Средиземноморских игр в Тунисе.
Находясь на пике своей карьеры, Рамаз Палиани решил попробовать себя в профессиональном боксе и осенью 2002 года уехал на постоянное жительство в США, где тренировался в одном из боксёрских залов Филадельфии. В течение четырёх лет поучаствовал в 15 поединках, и только в одном из них, против американца Дэвида Диаса, не смог одержать победу — бой за звание чемпиона по версии IBA в лёгком весе окончился ничьей. В ноябре 2006 года в своём 16 поединке потерпел поражение от Рэймонда Нара из Ганы, после чего завершил карьеру профессионального боксёра. Несколько лет работал тренером в Филадельфии, а в 2009 году по приглашению Федерации любительского бокса Грузии стал главным тренером грузинской национальной команды.

## Статистика профессиональных боёв
В таблице перечислены результаты всех поединков боксёров.
В каждой строке указан результат поединка. Дополнительно номер поединка обозначен цветом, который обозначает итог поединка. Расшифровка обозначений и цветов представлена в нижеследующей таблице.
| Пример | Расшифровка                     |
| ------ | ------------------------------- |
|        | Победа                          |
|        | Ничья                           |
|        | Поражение                       |
|        | Планируемый поединок            |
|        | Поединок признан несостоявшимся |
| КО     | Нокаут                          |
| ТКО    | Технический нокаут              |
| PTS    | Решение судей (по очкам)        |
| UD     | Единогласное решение судей      |
| MD     | Решение большинства судей       |
| SD     | Раздельное решение судей        |
| RTD    | Отказ от продолжения боя        |
| DQ     | Дисквалификация                 |
| NC     | Поединок признан несостоявшимся |

| Бой | Дата            | Соперник                      | Место проведения                        | Раундов  | Примечание                                   |
| --- | --------------- | ----------------------------- | --------------------------------------- | -------- | -------------------------------------------- |
| 16  | 17 ноября 2006  | Рэймонд Нар (19-1-0)          | New Alhambra, Филадельфия, США          | TKO (12) | Бой за вакантный титул чемпиона Пенсильвании |
| 15  | 26 июля 2006    | Малхаз Беркаташвили (14-2-0)  | Спортивный дворец, Вариани, Грузия      | KO (10)  |                                              |
| 14  | 2 июля 2006     | Валерий Кхведианели (11-1-0)  | Спортивный дворец, Вариани, Грузия      | KO (10)  |                                              |
| 13  | 6 июня 2006     | Паата Вардуашвили (18-0-1)    | Спортивный дворец, Вариани, Грузия      | KO (10)  |                                              |
| 12  | 10 декабря 2005 | Дэвид Диас (29-1-0)           | Grand Victoria Casino, Райзинг-Сан, США | PTS (12) | Бой за титул чемпиона по версии IBA          |
| 11  | 7 мая 2005      | Рафаэль Ортис (10-5-1)        | Мандалай-Бэй, Лас-Вегас, США            | UD (8)   |                                              |
| 10  | 15 октября 2004 | Исидро Техедор (16-20-4)      | New Alhambra, Филадельфия, США          | UD (8)   | Во втором раунде Техедор был в нокдауне      |
| 9   | 7 августа 2004  | Аберивалдо дос Сантос (6-1-0) | FRC, Ледьярд, США                       | TKO (6)  |                                              |
| 8   | 11 марта 2004   | Мартиз Логан (13-6-1)         | MEA, Глен-Берни, США                    | UD (12)  | Бой за титул чемпиона США по версии IBA      |
| 7   | 31 июля 2003    | Майк Хэмон (1-5-0)            | KC, Су-Сент-Мари, США                   | KO (8)   |                                              |
| 6   | 11 июля 2003    | Арнольд Хендерсон (4-12-0)    | RHC, Атлантик-Сити, США                 | UD (6)   |                                              |
| 5   | 7 мая 2003      | Хенаро Мельядо (3-5-0)        | The Cannery, Норт-Лас-Вегас, США        | TKO (6)  |                                              |
| 4   | 18 марта 2003   | Кема Мьюз (3-5-0)             | Boardwalk Hall, Атлантик-Сити, США      | TKO (4)  |                                              |
| 3   | 31 января 2003  | Хоэль Рийос (1-2-0)           | Blue Horizon, Филадельфия, США          | UD (4)   |                                              |
| 2   | 13 декабря 2002 | Кивэйн Хилл (1-0-0)           | WFC, Филадельфия, США                   | KO (4)   |                                              |
| 1   | 21 ноября 2002  | Роберт Соуэрс (4-1-0)         | Days Inn, Аллентаун, США                | UD (4)   |                                              |